# استان مگدالنای علیا
استان مگدالنای اولیا (به اسپانیایی: Provincia del Alto Magdalena) یک منطقهٔ مسکونی در کلمبیا است که در بخش کوندینامارکا واقع شده‌است.